# Parafia Chrystusa Króla w Węgoju
Parafia Chrystusa Króla w Węgoju – parafia rzymskokatolicka z siedzibą w Węgoju, znajdująca się w archidiecezji warmińskiej, w dekanacie Biskupiec Reszelski. W parafii posługują księża diecezjalni. Według stanu na styczeń 2019 proboszczem parafii był ks. mgr lic. Wojciech Zdanuk. 